# Okręgowe rozgrywki w piłce nożnej woj. olsztyńskiego (1958)
Drużyny z województwa olsztyńskiego występujące w ligach centralnych i makroregionalnych:
- I liga – brak
- II liga – brak

Rozgrywki okręgowe:
- III liga okręgowa (III poziom rozgrywkowy)
- klasa A (IV poziom rozgrywkowy)
- klasa B – 2 grupy (V poziom rozgrywkowy)
- klasa C – podział na grupy (VI poziom rozgrywkowy)
- klasa W – podział na grupy (VII poziom rozgrywkowy)

## III liga okręgowa
| Lp.    | Drużyna               | M   | Z  | R  | P  | Bramki | Bramki | Różn. | Pkt. | Uwagi                   |
| ------ | --------------------- | --- | -- | -- | -- | ------ | ------ | ----- | ---- | ----------------------- |
| 1      | Warmia Olsztyn (B)    | 14  | 12 | 1  | 1  | 51     | 5      | +46   | 25   | Baraże do II ligi       |
| 2      | WKS Grunwald Ostróda  | 14  | 11 | 2  | 1  | 55     | 13     | +42   | 24   |                         |
| 3      | OKS Olsztyn           | 14  | 6  | 3  | 5  | 23     | 26     | -3    | 15   |                         |
| 4      | Granica Kętrzyn       | 14  | 6  | 1  | 7  | 30     | 37     | -7    | 13   |                         |
| 5      | Jeziorak Iława        | 14  | 5  | 1  | 8  | 26     | 34     | -8    | 11   |                         |
| 6      | Sokół Ostróda         | 14  | 5  | 1  | 8  | 29     | 42     | -13   | 11   |                         |
| 7      | Gwardia Olsztyn       | 14  | 4  | 1  | 9  | 21     | 46     | -25   | 9    |                         |
| 8      | Olimpia Olsztynek (S) | 14  | 2  | 0  | 12 | 23     | 55     | -32   | 4    | Spadek do niższej klasy |
| Tabela | Tabela                | 112 | 51 | 10 | 51 | 258    | 258    |       | 112  |                         |

- Warmia Olsztyn nie awansowała do II ligi
- Przed sezonem Grunwald Ostróda i GWKS Ostróda połączyły się, tworząc Grunwald Ostróda.

## Klasa A
| Poz. | Klub                             | M  | Pkt. |
| ---- | -------------------------------- | -- | ---- |
| 1    | Orzeł Kętrzyn                    | 22 |      |
| 2    | Victoria Bartoszyce              | 22 |      |
| 3    | Zatoka Braniewo                  | 22 |      |
| 4    | Sparta Mrągowo                   | 22 |      |
| 5    | Warmia II Olsztyn                | 22 |      |
| 6    | Mamry Giżycko                    | 22 |      |
| 7    | Granica II Kętrzyn               | 22 |      |
| 8    | Drwęca Nowe Miasto Lubawskie (s) | 22 |      |
| 9    | Start Działdowo (s)              | 22 |      |
| 10   | Pogoń Prabuty                    | 22 |      |
| 11   | Sokół II Ostróda                 | 22 |      |
| 12   | Vęgoria Węgorzewo                | 22 |      |

- Vęgoria Węgorzewo została wycofana przez OZPN Olsztyn i przesunięta na ostatnie miejsce w tabeli; po sezonie z Vęgorią połączył się zwycięzca grupy II klasy B – Pocisk Bemowo Piskie
- w związku z powiększeniem od następnego sezonu III ligi okręgowej do 10 zespołów, z klasy A awansowały 3 zespoły

## Klasa B
- grupa I – awans: Huragan Morąg, Polonia Pasłęk
- grupa II – awans: Pocisk Bemowo Piskie

- w związku z powiększeniem od następnego sezonu III ligi okręgowej do 10 zespołów i zapewnieniu w klasie A gry parzystej liczby drużyn, z grupy I klasy B awansowały 2 zespoły